# Eufrozina Dukaina Kamatera
Eufrozina Dukaina Kamatera (asi 1155 – 1211) byla sňatkem s byzantským císařem Alexiem III. Angelem byzantskou císařovnou.
Eufrozina se narodila jako dcera Andronika Kamatera, vysoce postaveného úředníka a držitele titulů megas droungarios a pansebastos, a jeho manželky, neznámé ženy z rodiny Kantakouzena. Eufrozina byla příbuzná s císařem Konstantinem X. a císařovnou Irenou Dukainou, manželkou Alexia I. Komnena. Oba její bratři však povstali proti císaři Andronikovi I. a jeden byl uvězněn a druhý oslepen.

## Život
Eufrozina se asi roku 1169 provdala za Alexia Angela, staršího bratra budoucího císaře Izáka II. I když císař Izák II. udělil svému bratrovi četné tituly a posty, Alexios bratra 8. dubna 1195 sesadil a sám se prohlásil císařem. K tomu přispěla i Eufrozina, která organizovala skupinu aristokratických podporovatelů. Eufrozina převzala kontrolu nad palácem, potlačila opozici a úplatky zajistila manželův nástup na trůn.
Eufrozina byla dominantní žena s talentem pro politiku a prakticky vládla císařství ve jménu Alexia III., který se věnoval především rozkoším. Vydávala příkazy a když se jí to hodilo, dokonce měnila Alexiova nařízení, a zařídila odvolání schopného ministra Konstantina Mesopotamita. Eufrozina s manželem byli kritizováni za svou lásku k nádheře a za obohacování vlastních příbuzných na úkor státu. Eufrozinin vlastní bratr Basil Kamateros a zeť Andronikos Kontostefanos, ji obvinili z cizoložství s jedním z jejích ministrů, šlechticem Vatatzem. Alexios III. obviněním uvěřil a nechal Vatatze popravit. Eufrozina byla zbavena císařského šatu a v říjnu 1196 vykázána do kláštera Nematarea. Její příbuzní však přesvědčili Alexia, aby ji přijal zpět, což na jaře 1197 také učinil.
V roce 1203 Alexios čelil čtvrté křížové výpravě a návratu synovce Alexia IV. Alexios III. raději s velkolepým pokladem a několika příbuznými, včetně dcery Ireny, prchl z Konstantinopole. Eufrozina byla novou vládou okamžitě zadržena a uvězněna. Alexios IV. byl brzy zardoušen Alexiem Mourtzouflem, milencem Eufrozininy dcery Eudokie, který se pak sám prohlásil císařem Alexiem V. V dubnu 1204 prchla Eufrozina spolu s dcerou a Alexiem V. z města. Odešli do Mosynopole, kde našel útočiště Eufrozinin manžel Alexios III. Alexios III. nechal Alexia V. oslepit a zanechal jej ]křižákům, kteří ho popravili.
Eufrozina a Alexios III. prchli přes Řecko do Soluně a Korintu, ale nakonec byli zajati Bonifácem z Montferratu a uvězněni. V roce 1209 nebo 1210 byli vykoupeni bratrancem Michalem I. z Epira. Eufrozina strávila zbytek života v Artě.

## Potomci
Eufrozina měla s Alexiem III. tři dcery:
- Irena Angelina, poprvé se provdala za Andronika Kontostefana a podruhé za Alexia Palailoga, s nímž měla vnuka, císaře Michaela VIII. Palaiologa.
- Anna Komnena Angelina, poprvé provdána za sebastokratora Izáka Komnena, prasynovce císaře Manuela I. Komnena, a podruhé za nikájského císaře Theodora I. Laskarina.
- Eudokia Angelina, poprvé provdána za srbského krále Štěpána I. Prvověnčaného, podruhé za císaře Alexia V. a potřetí za Lea Sgoura, vládce Korintu.